# Microsoft FrontPage
Microsoft FrontPage (tên đầy đủ Microsoft Office FrontPage) là chương trình tạo web bán chuyên nghiệp, nó nằm chung với các chương trình Microsoft Word, Microsoft Excel, Microsoft PowerPoint,... tạo nên bộ chương trình văn phòng Microsoft Office.
Trong các phiên bản trước đây (Microsoft Office 97, 2000, XP) bộ Microsoft Office có 6 chương trình và tất cả nằm gọn trong 1 bộ cài. Tới phiên bản 2003, bộ Microsoft Office trở lên khổng lồ với 10 chương trình và hãng Microsoft đã tách FrontPage ra thành 1 bộ cài độc lập.

## Tính năng
Một số tính năng trong phiên bản cuối cùng của FrontPage bao gồm:
- FrontPage 2003 bao gồm một tùy chọn mới Xem Split để cho phép người dùng mã trong Code View và xem trước trong thiết kế Xem mà không có những phiền phức chuyển từ các thiết kế và luật Xem các tab để xem xét từng.
- Dynamic Web Templates (DWT) đã được bao gồm cho lần đầu tiên trong FrontPage 2003 cho phép người dùng tạo ra một mẫu đơn có thể được sử dụng trên nhiều trang và thậm chí toàn bộ trang web.
- Interactive Buttons cung cấp cho người dùng một cách dễ dàng mới để tạo ra đồ họa web để điều hướng và các liên kết, loại bỏ sự cần thiết của một gói phần mềm chỉnh sửa ảnh phức tạp như Adobe Photoshop.
- Kiểm tra khả năng truy cập cho người dùng khả năng để kiểm tra xem mã nguồn của họ là tiêu chuẩn phù hợp và trang web của họ là dễ dàng tiếp cận cho người khuyết tật. An tối ưu hóa HTML được bao gồm để hỗ trợ trong việc tối ưu hóa code để làm cho nó rõ ràng và nhanh hơn để xử lý.
- Intellisense, mà là một hình thức gợi ý, là một tính năng mới quan trọng trong FrontPage 2003 mà hỗ trợ người dùng trong khi gõ trong Code View. Khi làm việc trong Code View, Intellisense sẽ gợi ý thẻ và/hoặc tài sản cho mã mà người dùng đang bước vào mà làm giảm đáng kể thời gian để viết mã. *Quick Tag Editor cho người dùng thẻ hiện đang trong khi chỉnh sửa trong Design View. Điều này cũng bao gồm các tùy chọn để chỉnh sửa các tag cụ thể tài sản từ bên trong Tag Editor.
- Đoạn mã cho người sử dụng lợi thế để tạo ra các đoạn của tác phẩm của họ thường được sử dụng mã cho phép họ lưu trữ nó để truy cập dễ dàng bất cứ khi nào nó là cần thiết tiếp theo.
- FrontPage 2003 bao gồm hỗ trợ cho các lập trình ASP.NET một server-side ngôn ngữ kịch bản cho biết thêm rằng các tương tác vào các trang web và các trang Web.
- FrontPage 2003 bao gồm vĩ mô hỗ trợ trong VBA.

## Các phiên bản
- FrontPage 1,0 Vermeer
- 1995 - Microsoft FrontPage 1,1
- 1996 - Microsoft FrontPage 97 (phiên bản 2)
- 1997 - Microsoft FrontPage Express 2.0 (miễn phí phiên bản rút gọn đi kèm với Internet Explorer 4 và 5, và có thể được tìm thấy trực tuyến từ các trang web phần mềm chia sẻ nhiều hơn.[2][3]
- 1996 - Microsoft FrontPage cho Macintosh 1,0
- 1997 - Microsoft FrontPage 98 (phiên bản 3)
- 1999 - Microsoft FrontPage 2000 (phiên bản 9): Bao gồm trong Office 2000 phiên bản Premium và phát triển
- 2001 - Microsoft FrontPage 2002 (phiên bản 10): Bao gồm trong Office XP Professional với FrontPage (khối lượng giấy phép chỉ), Office XP Professional Edition đặc biệt và các phiên bản Office XP Developer.
- 2003 - Microsoft Office FrontPage 2003 (phiên bản 11): Không bao gồm trong bất cứ phiên bản Office 2003, được bán riêng. Nó đã được bao gồm Windows Small Business Server 2003.

Lưu ý: Không có phiên bản chính thức 4-8, bởi vì sau khi FrontPage đã được bao gồm trong một số phiên bản Office, các FrontPage số phiên bản tiếp theo số phiên bản Office của họ. Tuy nhiên, số phiên bản có thể xuất hiện trong các thẻ meta của mã HTML được tạo ra bởi các phiên bản của FrontPage.